# Parti ouvrier hongrois
Ne doit pas être confondu avec Parti des communistes de Hongrie ou Parti communiste hongrois.

Drapeau du Parti ouvrier hongrois.

Le Parti ouvrier hongrois (hongrois : Magyar Munkáspárt, prononcé [ˈmɒɟɒɾ ˈmunkaːʃpaːɾt]) est un parti politique hongrois fondé en 1989 par la minorité orthodoxe de l'ancien parti unique de la République populaire de Hongrie : le Parti socialiste ouvrier hongrois (Magyar Szocialista Munkáspárt, MSzMP). Celle-ci refuse alors la transformation en Parti socialiste hongrois (Magyar Szocialista Párt, MSzP) et l'abandon de la référence au communisme. 
Le parti conserve le nom du MSzMP jusqu'en 1993. Il est ensuite actif entre 1993 et 2005 sous le nom de Parti ouvrier (Munkáspárt) et jusqu'en 2013 sous le nom de Parti communiste ouvrier hongrois (Magyar Kommunista Munkáspárt). 
Lors de son vingt-et-unième congrès, des adhérents de l'opposition interne du parti entrent en dissidence pour fonder le Parti ouvrier de Hongrie 2006 - Gauche européenne (Magyarországi Munkáspárt 2006).

## Historique
Membre fondateur du Parti de la gauche européenne, le MKM décide de le quitter le 1er mai 2009. Le parti au niveau international est affilié à la Rencontre internationale des partis communistes et ouvriers.
Son organisation de jeunesse est le Front de gauche - Fédération de la jeunesse communiste.

## Résultats électoraux
Après s'être maintenu quelques années à un niveau électoral significatif quoique insuffisant pour entrer au parlement (4 % en 1990 et 1998), le Parti communiste ouvrier hongrois s'est depuis effondré, n'obtenant que 0,4 % des voix aux élections législatives de 2006 et 1,8 % aux élections européennes de 2009.